# Jme
Jamie Adenuga (n. 4 mai 1985, Greater London, Anglia, Regatul Unit), cunoscut sub numele de scenă Jme, este un maestru de ceremonii grime, rapper, DJ, producător și compozitor englez de origine nigeriană din Hackney, Londra. Fratele lui, Skepta, este de asemenea un rapper. Acesta este considerat unul dintre pionierii grime-ului.